# Беллєр-Медоубрук-Террас (Флорида)
Беллєр-Медоубрук-Террас (англ. Bellair-Meadowbrook Terrace) — переписна місцевість (CDP) в США, в окрузі Клей штату Флорида. Населення — 14 482 особи (2020).

## Географія
Беллєр-Медоубрук-Террас розташований за координатами 30°10′45″ пн. ш. 81°44′4″ зх. д. / 30.17917° пн. ш. 81.73444° зх. д. (30.179292, -81.734379).  За даними Бюро перепису населення США в 2010 році переписна місцевість мала площу 11,03 км², з яких 10,87 км² — суходіл та 0,16 км² — водойми.

## Демографія
Згідно з переписом 2010 року, у переписній місцевості мешкали 13 343 особи в 5296 домогосподарствах у складі 3460 родин. Густота населення становила 1210 осіб/км².  Було 5815 помешкань (527/км²).
Расовий склад населення:
| - 70,9 % — білих - 17,9 % — чорних або афроамериканців - 2,7 % — азіатів - 0,5 % — корінних американців - 0,2 % — вихідців з тихоокеанських островів - 4,3 % — осіб інших рас |

До двох чи більше рас належало 3,6 %. Частка іспаномовних становила 12,6 % від усіх жителів.
За віковим діапазоном населення розподілялося таким чином: 23,9 % — особи молодші 18 років, 63,5 % — особи у віці 18—64 років, 12,6 % — особи у віці 65 років та старші. Медіана віку мешканця становила 34,0 року. На 100 осіб жіночої статі у переписній місцевості припадало 92,4 чоловіків;  на 100 жінок у віці від 18 років та старших — 88,3 чоловіків також старших 18 років.
Середній дохід на одне домашнє господарство  становив 53 559 доларів США (медіана — 44 037), а середній дохід на одну сім'ю — 59 213 долари (медіана — 53 336). Медіана доходів становила 36 640 доларів для чоловіків та 34 300 доларів для жінок. За межею бідності перебувало 12,3 % осіб, у тому числі 16,1 % дітей у віці до 18 років та 4,6 % осіб у віці 65 років та старших.
Цивільне працевлаштоване населення становило 6192 особи. Основні галузі зайнятості: освіта, охорона здоров'я та соціальна допомога — 21,2 %, роздрібна торгівля — 20,3 %, мистецтво, розваги та відпочинок — 11,4 %, науковці, спеціалісти, менеджери — 9,8 %.